# Teinogenys laevis
Teinogenys laevis är en skalbaggsart som beskrevs av Gilbert John Arrow 1914. Teinogenys laevis ingår i släktet Teinogenys och familjen Dynastidae. Inga underarter finns listade i Catalogue of Life.